# Електрични оргазам (албум)
Електрични оргазам је први студијски албум истоимене групе из Београда. Албум садржи 11 песма од којих су хитови Небо, Крокодили долазе, Конобар, Ви... Албум је објављен 1981. године од стране дискографске куће Југотон.

## О албуму
Овај албум је изашао 3 месеца након Пакет аранжмана. Снимљен је током 1981. године. Праћен је спотовима за песме Крокодили долазе, Ви...
На реиздањима овог албума се нашла и песма Златни папагај, такође са албума Пакет аранжман.

## Списак песама
| №   | Назив              | Трајање |  |
| 1.  | Електрични оргазам | 4:31    |  |
| 2.  | Конобар            | 2:07    |  |
| 3.  | Крокодили долазе   | 3:33    |  |
| 4.  | Вода у мору        | 1:39    |  |
| 5.  | Инфекција          | 3:34    |  |
| 6.  | Ви                 | 2:30    |  |
| 7.  | Флеке              | 2:25    |  |
| 8.  | I've Got A Feeling | 2:25    |  |
| 9.  | Појмове не везујем | 2:40    |  |
| 10. | Уметност           | 1:46    |  |
| 11. | Небо               | 4:35    |  |

## Постава
- Бас гитара: Марина Вулић
- Бубњеви: Бранко Куштрин Манго
- Гитара: Љубомир Јовановић
- Клавијатуре: Љубомир Ђукић
- Вокали: Срђан Гојковић

## Топ листе

### Недељна листа
| Листа     | Највиша позиција |
| --------- | ---------------- |
| ХР топ 40 | 2                |

### Месечна листа
| Листа | Највиша позиција |
| ----- | ---------------- |
| ХДУ   | 2                |

| Листа | Највиша позиција |
| ----- | ---------------- |
| ХДУ   | 8                |

### Полугодишња листа
| Листа | Највиша позиција |
| ----- | ---------------- |
| ХДУ   | 4                |

| Листа | Највиша позиција |
| ----- | ---------------- |
| ХДУ   | 31               |

## Занимљивости
- Песма Конобар је настала у кафани.[12]
- На овом албуму се налази друга верзија песме Крокодили долазе.